# Солвентност (привреда)
Солвентност је дугорочна платежна способност предузећа, односно способност привредног субјекта да измири своје обавезе у износу и року доспећа. Мери се односом расположивих новчаних средстава и доспелих обавеза плаћања.
За разлику од ликвидности, солвентност показује да ли привредни субјект може да измири све своје обавезе па макар и из ликвидационе масе.
Анализа солвентности усмерена је на дугорочну финансијску стабилност предузећа.